# Rio Criştior
O Rio Criştior é um rio da Romênia, afluente do Crişul Poienii, localizado no distrito de Bihor.